# Steve Rodby
Steve Rodby (Joliet, 9 dicembre 1954) è un bassista statunitense.
Rodby entra a far parte del Pat Metheny Group nel 1981. Prima di conoscere Pat Metheny era un membro del Simon-Bard Group e del Fred Simon Ensemble. Rodby continua a collaborare con Simon fino al 2006.
Rodby studia basso alla Northwestern University, in questo periodo subisce l'influenza di Rufus Reid. Rapidamente Rodby diviene uno dei bassisti più chiamati e apprezzati presso il Jazz Showcase di Chicago e suona con alcuni tra i migliori musicisti jazz del tempo. Attualmente Rodby vive a Chicago.
Particolarmente importante può essere considerata l'esperienza di Rodby nel Pat Metheny Group. Rodby infatti contribuisce notevolmente a definire il sound del gruppo diventandone un elemento di fondandamentale importanza.